# Katie Leigh
Katie Leigh (Carmel-by-the-Sea, 16 dicembre 1958) è una doppiatrice statunitense.
È conosciuta soprattutto per il ruolo di Connie Kendall nel programma radiofonico Adventures in Odissey dell'organizzazione Focus on the Family. Ha doppiato personaggi in molte serie televisive, film e occasionalmente in videogiochi.

## Televisione
- All-New Dennis the Menace - Gina Gillotti, Joey MacDonald
- Animalia - Zoe, Fushia Fox, Snipsy Alligator e Echo Elephant
- As Told By Ginger - Jr. Harris e Jr. Harris Jr.
- B-Daman CrossFire - maestra di Riki
- Darkwing Duck - Honker Muddlefoot
- D'Artacan e i tre moschettieri  - Juliette
- Dumbo's Circus - Dumbo
- Dungeons and Dragons - Sheila la ladra
- I Gummi - Sunni Gummi
- Muppet Babies - Baby Rowlf
- My Little Pony - Sundance, Fizzy, Baby Shady
- Poppy Cat - Mo
- The Real Ghostbusters - Jason, Cindy
- Slimer! And the Real Ghostbusters - Jason
- Richie Rich (serie animata 1996) - Richie
- Il piccolo principe (serie animata 1978) - Piccolo Principe (versione inglese)
- The Mr. Men Show - Little Miss Chatterbox, Little Miss Daredevil e Little Miss Helpful
- Totally Spies! - Alex e mamma Carmen (Solo le stagioni 1 e 2)
- Zatch Bell! - Pamoon
- Olivia - Lily
- Blue Dragon - Noi
- Hi Hi Puffy AmiYumi - Re Chad, Madame Blubbery, Pierre e Parsephus
- Pandamonium - Peggy
- Kampung Boy - Mat
- The Adventures of Raggedy Ann and Andy - French Doll
- I Puffi - Denisa
- Cuccioli cerca amici - Nel regno di Pocketville - Mela
- Rainbow Butterfly Unicorn Kitty - Athena

## Cinema
- A Martian Christmas - Roxy
- Babe va in città - Gattino
- L'olio di Lorenzo - Lorenzo
- Mio mini pony - Il film - Fizzy, Baby Sundance
- Surviving: A Family in Crisis - Heather O'Rourke
- Indiana Jones e il tempio maledetto - Maharaja
- Puss in Boots: A Furry Tail - Regina Marie

## Radio
- Adventures in Odyssey - Connie Kendall

## Videogiochi
- Star Ocean - Millie Chliette
- Grim Fandango - Bibi
- Silent Hill - Boy
- Nerf-n-Strike -  Ragazzo asiatico
- Indiana Jones e il tempio maledetto - Maharajah
- Lego Star Wars: The Padawan Menace - Ian Solo